# Johann Otto Henckel
Johann Otto Henckel (* 22. November 1636 in Marburg; † 21. Dezember 1682 in Rinteln) war ein deutscher evangelischer Theologe.

## Leben
Der Sohn des fürstlich hessisch-kasslerischen Superintendenten und Oberpfarrers in Marburg Otto Henckel (1601–1670) und dessen Frau Christina Erhard hatte die Schule seiner Heimatstadt besucht und 1647 das Pädagogium daselbst bezogen. Da das Pädagogium im Kriegsverlauf stillgelegt wurde, erhielt er mit seinem Bruder Unterricht von Privatlehrern. 1650 bezog er die Universität Gießen, wo er ab 1652 Vorlesungen an der philosophischen Fakultät hielt.
Zeitweise hatte er auch an der Universität Marburg seine Studien fortgesetzt, kehrte zurück nach Gießen, wo er am 16. Dezember 1658 den akademischen Grad eines Magisters erwarb. Seine Vorlesungen setzte er dann in Marburg fort, kam 1661 an die Universität Rinteln, wo er 1662 außerordentlicher Professor der Philosophie wurde und 1664 zum Professor der Metaphysik avancierte. 1666 wurde er Professor der Logik und außerordentlicher Professor der Theologie, promovierte am 15. August zum Doktor der Theologie und wurde am 31. Juli 1669 ordentlicher Professor der Theologie, wobei er seine Professuren der Logik und Metaphysik bis 1674 beibehielt.
1674 stieg er zum ersten Professor der Theologie in Rinteln auf und wurde Konsistorialrat sowie Superintendent der Grafschaft Schaumburg. Henckel beteiligte sich auch an den organisatorischen Aufgaben der Hochschule in Rinteln. So war er 1660 und 1674 Dekan der philosophischen Fakultät sowie fünf Mal Rektor der Alma Mater.
Er starb am 21. Dezember 1682 in Rinteln als Rektor an Wassersucht. Der Leichnam wurde am 3. Januar 1683 in der Stadtkirche von Rinteln beigesetzt.
Seine am 2. September 1667 geschlossene Ehe mit Sophia, der Tochter des schaumburg-lippischen Rates und Landrentmeisters Anton Dolle, blieb kinderlos.